# Toen kwam jij
Toen kwam jij is een single van Gerard Cox. Het is afkomstig van hun album Andere noten. Het lied is geschreven door Cox zelf, die lang op de ware heeft moeten wachten.
Kermis op de B-kant is een cover van Real true lovin’ geschreven door Carson Parks. Cox zong het samen met Joke Bruijs.
Ook dit maal haalde Gerard Cox de hitparade niet.